# Llengua aïllada
Una llengua aïllada és, sensu stricto, una llengua natural sense lligam genètic demostrable amb cap altra llengua viva. Exemples típics en són el basc, l'ainu, el buruixaski o el coreà.

## Característiques
Sensu lato, i dins un context adient, es pot parlar també de llengües relativament aïllades, com ara quan, en el camp de la indoeuropeística, l'albanès, l'armeni o el grec són qualificats de "llengües indoeuropees aïllades", volent significar amb això el fet que aquestes llengües conformen branques independents de les quals, a més, són l'únic membre.
D'altra banda, i des d'un punt de vista diacrònic, s'han de distingir dos tipus de llengües aïllades: aquelles que històricament, extingit tot llur parentat, hi han esdevingut (cas, per exemple, del pirahã al Brasil, sol membre supervivent de la família de les llengües mura), i aquelles que sempre –és a dir, fins a on és possible documentar la seva existència– ho han estat (com ara el basc).
És important de remarcar, finalment, la provisionalitat de l'estatus de llengua aïllada. De fet, moltes de les llengües actualment considerades aïllades no són sinó un cas especial de llengües encara no classificades, a les quals els lingüistes no han pogut trobar cap parent viu. Com que, sovint, la comunitat lingüística no té un parer unànime sobre la qüestió de si un vincle genètic entre dues o més llengües és un fet provat, la consideració d'una llengua com a aïllada o no aïllada pot ser tema de debat.

## Llista de llengües aïllades

### Àfrica
| Llengua | Estatus                                   | Comentaris |
| ------- | ----------------------------------------- | --- |
| Hatza   | Llengua viva, amb menys de 1.000 parlants | Considerada en el passat membre de la família de les llengües khoisan, avui dia aquesta classificació és generalment rebutjada |
| Sandawe | Llengua viva                              | Hi ha hagut qualque assaig de vincular-la amb les llengües khoe sud-africanes                                                  |
| Hõã     | Moribunda, uns 200 parlants               | Podria tenir parentiu amb les llengües ju, però les dades que recolzarien aquesta hipòtesi romanen inèdites                    |

### Àsia
| Llengua    | Estatus                           | Comentaris |
| ---------- | --------------------------------- | --- |
| Ainu       | moribunda                         | Parlada a l'illa de Hokkaido, Japó, i antigament al Honshu septentrional, al Sakhalín meridional i a les Illes Kurils. Actualment s'escriu amb grafia katakana modificada i adaptada |
| Buruixaski | Viva                              | Parlada al nord del Pakistan |
| Elamita    | Extingida                         | Llengua de l'antic Imperi elamita |
| Nihali     | En perill                         | Parlada a l'estat de Maharashtra, Índia |
| Quet       | moribunda                         | Parlada a Sibèria |
| Coreà      | Viva                              | |
| Kusunda    | moribunda                         | Llengua gairebé extinta del Nepal |
| Nivkh      | En perill, possiblement moribunda | També anomenat guiliak. Llengua paleosiberiana parlada a l'embocadura del riu Amur i a l'illa de Sakhalín                                                                            |
| Pucikwar   | moribunda                         | Parlat a les Illes Andaman |
| Sumeri     | Extingit                          | |

### AustralàsiaiOceania
| Llengua       | Estatus                       | Comentaris                                                                      |
| ------------- | ----------------------------- | ------------------------------------------------------------------------------- |
| Abinomn       | Llengua viva. En perill.      | Parlada a Nova Guinea.                                                          |
| Anem          | Llengua viva. En perill.      | Parlada a Nova Bretanya.                                                        |
| Busa          | Llengua viva. En perill.      | Parlada a Nova Guinea.                                                          |
| Enindhilyagwa | Llengua viva. En perill.      | Parlada al Golf de Carpenteria, Austràlia.                                      |
| Isirawa       | Llengua viva. En perill.      | Parlada a Nova Guinea.                                                          |
| Kakaju        | Llengua viva. En perill.      | Parlada al nord d'Austràlia.                                                    |
| Kol           | Llengua viva. En perill.      | Parlada a Nova Bretanya.                                                        |
| Kuot          | Llengua viva. En perill.      | Parlada a Nova Irlanda.                                                         |
| Laragiya      | Llengua possiblement extinta. | Parlada al nord d'Austràlia.                                                    |
| Minkin        | Llengua extinta.              | Va ser parlada al nord d'Austràlia.                                             |
| Ngurmbur      | Llengua possiblement extinta. | Parlada al nord d'Austràlia.                                                    |
| Pele-Ata      | Llengua viva. En perill.      | Parlada a Nova Bretanya.                                                        |
| Pyu           | Llengua viva. En perill.      | Parlada a Nova Bretanya.                                                        |
| Sulka         | Llengua viva. En perill.      | Parlada a Nova Bretanya.                                                        |
| Taiap         | Llengua viva. En perill.      | Parlada per unes cent persones a la província d'East Sepik a Papua Nova Guinea. |
| Tiwi          | Llengua viva. En perill.      | Parlada a les illes Tiwi, al nord d'Austràlia.                                  |
| Umbugarla     | Llengua viva. En perill.      | Parlada al nord d'Austràlia.                                                    |
| Yalë          | Llengua viva. En perill.      | Parlada a Nova Guinea.                                                          |
| Yawa          | Llengua viva. En perill.      | Parlada a l'illa de Yapen, Nova Guinea.                                         |
| Yélî Dnye     | Llengua viva. En perill.      | Parlada a l'illa de Rossel, Papua Nova Guinea.                                  |
| Yuri          | Llengua viva. En perill.      | Parlada a Nova Guinea.                                                          |

### Altres
| Llengua       | Remarques                                                                            |
| ------------- | ------------------------------------------------------------------------------------ |
| Abinomn       | Parlada a Papua Nova Guinea. També anomenada Baso, Foia.                             |
| Adai          | Extinta. Antigament parlada a Texas i Louisiana, Estats Units d'Amèrica.             |
| Aikanà        | Parlada a Rondônia (Brasil).                                                         |
| Andoque       | Parlada a Colòmbia i al Perú.                                                        |
| Anem          | Parlada a New Britannia.                                                             |
| Aquità        | Parlada a Aquitània. Extinta. Parentesc hipotètic amb el basc.                       |
| Atakapa       | Extinta. Parlada a Texas i Louisiana, Estats Units d'Amèrica.                        |
| Ainu          | Parlada al Japó septentrional.                                                       |
| Basc          | Parlada al País Basc.                                                                |
| Beothuk       | Extinta. Parlat a Terranova, Canadà.                                                 |
| Betoi         | Extinta. Parlada a Colòmbia.                                                         |
| Buruixaski    | Parlada al nord del Pakistan.                                                        |
| Busa          | Parlada a Papua Nova Guinea. També anomenada odiai.                                  |
| Camsà         | Parlada a Colòmbia.                                                                  |
| Canitxana     | Parlada a Bolívia. S'ha proposat una connexió amb l'extinta tequiraca (auishiri).    |
| Cayubaba      | Parlada a Bolívia.                                                                   |
| Cayuse        | Extinta. Parlada a Oregon i Washington, Estats Units d'Amèrica.                      |
| Tximarico     | Extinta. Parlada a Califòrnia, Estats Units d'Amèrica.                               |
| Txitimatxa    | Extinta. Parlada a Louisiana, Estats Units d'Amèrica.                                |
| Koahuilteca   | Parlada a Texas, Estats Units d'Amèrica i Mèxic septentrional.                       |
| Cofan         | Parlada a Colòmbia i l'Equador.                                                      |
| Coreà         |                                                                                      |
| Cotoname      | Extinta. Parlada a Texas, Estats Units d'Amèrica i nord de Mèxic.                    |
| Cuitlatec     | Extinta. Parlada a Guerrero, Mèxic.                                                  |
| Culle         | Extinta. Parlada al Perú.                                                            |
| Elamita       | Extingit.                                                                            |
| Enindhilyagwa | Parlada al golf de Carpentària, Austràlia. També anomenada Andilyaugwa.              |
| Esselen       | Extinta. Parlada a Califòrnia, Estats Units d'Amèrica.                               |
| Etrusc        | Llengua dels antics etruscos del nord d'Itàlia.                                      |
| Gamela        | Extinta. Parlada a Maranhão (Brasil).                                                |
| Haida         | Parlada a Alaska, Estats Units d'Amèrica i a la Colúmbia Britànica, Canadà.          |
| Huamoé        | Extinta. Parlada a Pernambuco (Brasil).                                              |
| Huave         | Parlada a Oaxaca, Mèxic.                                                             |
| Ibèric        | Extingit.                                                                            |
| Irantxe       | Parlada a Mato Grosso (Brasil).                                                      |
| Isirawa       | Parlada a Papua Nova Guinea.                                                         |
| Itonama       | Parlada a Bolívia.                                                                   |
| Jotí          | Parlada a Veneçuela. També anomenada Yuwana.                                         |
| Kakadju       | Parlada al nord d'Austràlia. També anomenada Gaagudu.                                |
| Kalto         | També anomenada nahali, és una de les llengües en perill de l'oest de l'Índia.       |
| Karankawa     | Extinta. Parlada a Texas, Estats Units d'Amèrica.                                    |
| Karirí        | Extinta. Parlada a Paraíba, Pernambuco, i Ceará (Brasil).                            |
| Karok         | Parlada a Califòrnia, Estats Units d'Amèrica.                                        |
| Koayá         | Parlada a Rondônia (Brasil).                                                         |
| Kutenai       | Parlada a Idaho i Montana, Estats Units d'Amèrica i a la Colúmbia Britànica, Canadà. |
| Kukurà        | Extinta. Parlada al Mato Grosso (Brasil).                                            |
| Kuot          | Parlat a Nova Irlanda. També anomenada panaras.                                      |
| Kusunda       | Llengua gairebé extinta de l'oest del Nepal.                                         |
| Maratino      | Extinta. Parlada al nord de Mèxic.                                                   |
| Urarina       | Parlada per 3.000 persones a la selva amazònica del Perú.                            |